# Le Transporteur (série télévisée)
Pour les articles homonymes, voir Le Transporteur (homonymie) et Transport (homonymie).
Le Transporteur ou Le Transporteur, la série (Transporter: The Series) est une série télévisée franco-germano-canadienne en 24 épisodes de 52 minutes créée par Alexander M. Rümelin d'après la saga cinématographique du même nom de Luc Besson.
Elle a été diffusée pour la première fois à partir du 11 octobre 2012 sur RTL en Allemagne, du 4 janvier 2013 sur HBO Canada au Canada, et à partir du 18 octobre 2014 sur TNT aux États-Unis.
En France, la série a été diffusée à partir du 6 décembre 2012 sur M6 puis sur W9 depuis le 20 septembre 2015. Elle est ensuite rediffusée sur NRJ 12 dès le 8 septembre 2021 puis sur Paris Première depuis le 6 juin 2022. 
Au Québec, elle a été diffusée depuis le 4 janvier 2013 à Super Écran puis rediffusé à partir du 23 février 2015 sur Ztélé. Toutefois, elle reste inédite dans les autres pays francophones.

## Synopsis
Ex-agent des forces spéciales britanniques formé par un agent de la CIA, Frank Martin est un transporteur. Il est payé pour transporter des objets ou des personnes partout en Europe sans poser de question.
Les règles de Frank Martin sont simples :
1. On ne change pas le contrat ;
2. Jamais de nom ;
3. Ne jamais ouvrir le colis.

Mais il arrive souvent que ces règles soient transgressées…

## Fiche technique
- Titre original : Transporter: The Series
- Titre français : Le Transporteur
- Création : Alexander M. Rümelin (de), basée sur la série de films Le Transporteur de Luc Besson
- Réalisation : Andy Mikita
- Scénario : Alexander Rumelin, Joseph Mallozzi et Paul Mullie
- Direction artistique : Lindsey Hermer-Bell (en) et Tim Bider
- Décors : Tim Bider, Ian Brock et John Dondertman
- Costumes : Natalie Bronfman et Agnès Falque
- Photographie : Stephen Reizes, David Herrington et Nicolas Massart
- Montage : Stephen Lawrence, David B. Thompson et Sébastien Prangère
- Musique : Nathaniel Méchaly
- Casting : Tina Gerussi et Marilyn Johnson
- Production : Brad Turner, Fred Fuchs (en) et Timothy J. Lea
  - Production associée : Patricia Curmi
  - Production déléguée : Susan Murdoch, Klaus Zimmermann et Olivier Bibas
  - Production exécutive : Jean-Marc Abbou, Christine Raspillère et Marc Jenny
- Sociétés de production : Atlantique Productions et QVF Productions, en association avec Astral Television, Cinemax, Movie Central, M6 et RTL
- Société de distribution (télévision) : Lagardère Studios Distribution
- Pays d'origine :  France,  Canada et  Allemagne
- Langue originale : anglais et français
- Format : couleurs - 35 mm - 1,78:1 - HDTV
- Genre : action
- Durée : 45 minutes

## Distribution
- Chris Vance (VF : Arnaud Arbessier ; VQ : Jean-François Beaupré) : Frank Martin / Le Transporteur
- François Berléand (VF : lui-même ; VQ : Manuel Tadros) : Inspecteur Tarconi
- Andrea Osvart (VF : Hélène Bizot ; VQ : Stéfanie Dolan) : Carla Valeri (saison 1)
- Delphine Chanéac (VF : elle-même ; VQ : Mélanie Laberge) : Juliette Dubois (saison 1)
- Charly Hübner (VF : Emmanuel Gradi ; VQ : Thiéry Dubé) : Dieter Hausmann (saison 1, invité saison 2)
- Violante Placido (VF : Sandra Valentin) : Caterina Boldieu (saison 2)
- Mark Rendall (VF : Charles Pestel) : Jules Faroux (saison 2)
- Dhafer El Abidine : Olivier Dassin (saison 2)
- Elyse Levesque : Zara Knight (saison 2)

Version française réalisée par Mediadub International ; direction artistique : Franck Louis ; adaptation des dialogues : Laurent Gourdon et Jérôme Dalotel.
 Source et légende : version française (VF) sur RS Doublage et Doublage Séries Database
 Source et légende : version québécoise (VQ) sur Doublage.qc.ca

Photos des acteurs principaux
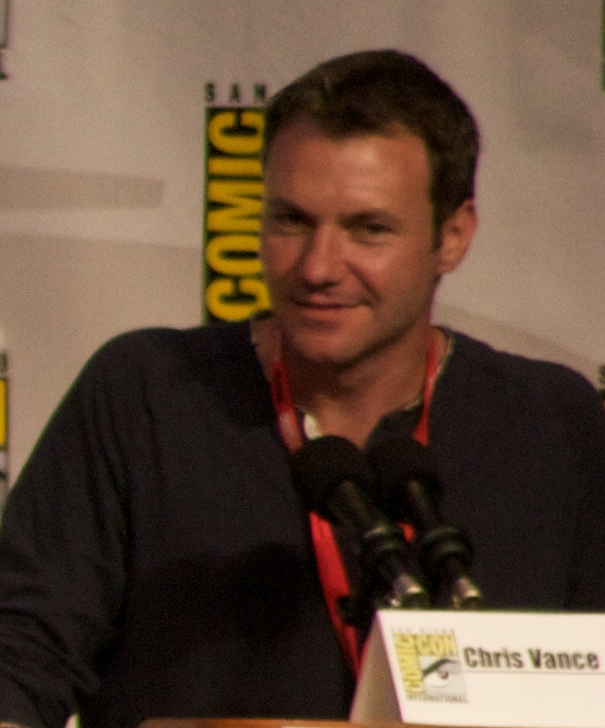
Chris Vance (Frank Martin / Le Transporteur)
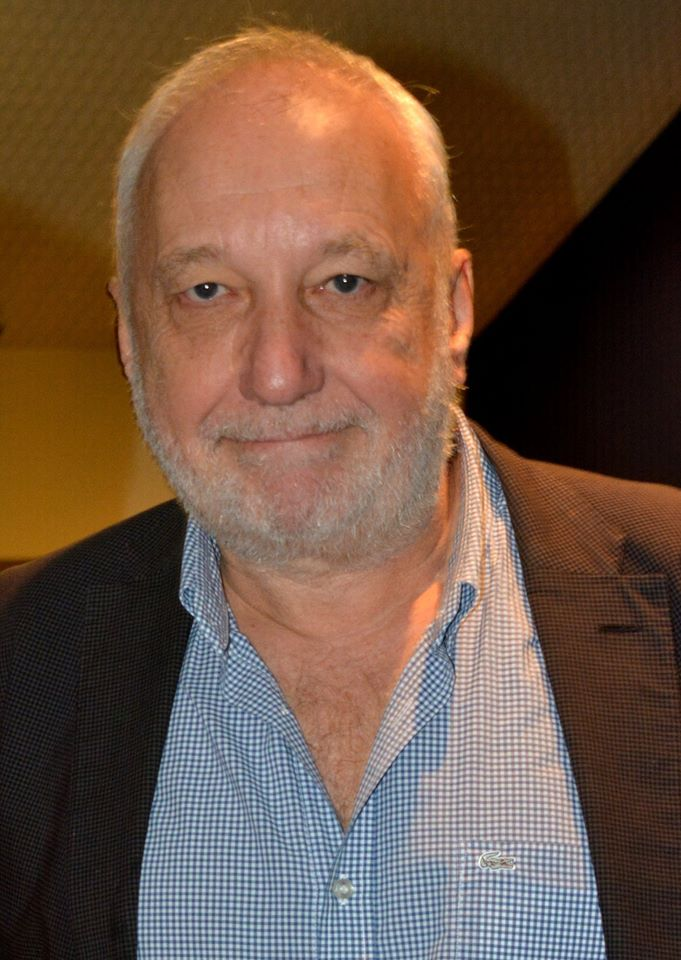
François Berléand (l'inspecteur Tarconi)
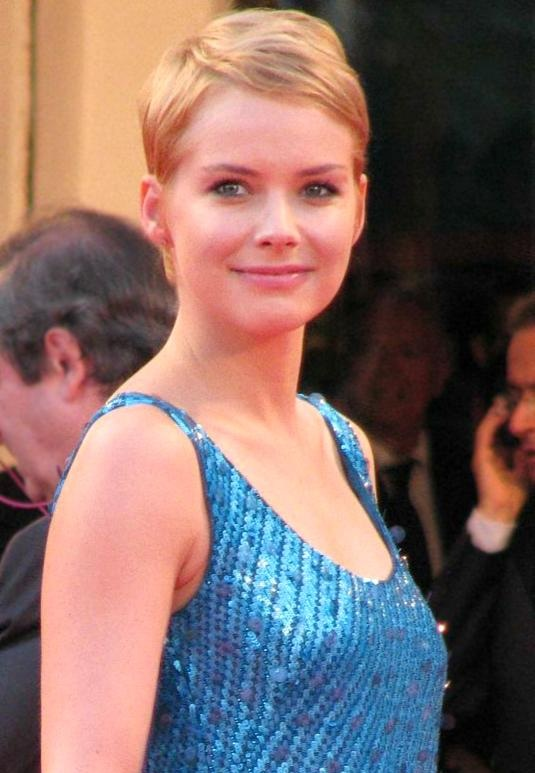
Andrea Osvart (Carla Valeri)
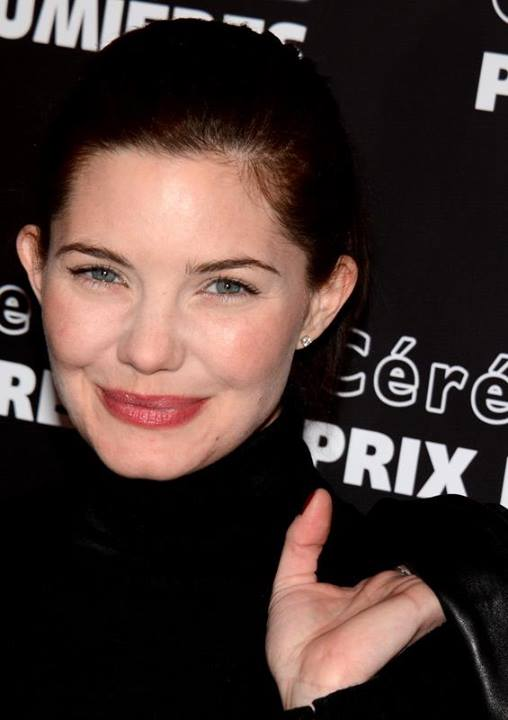
Delphine Chanéac (Juliette Dubois)
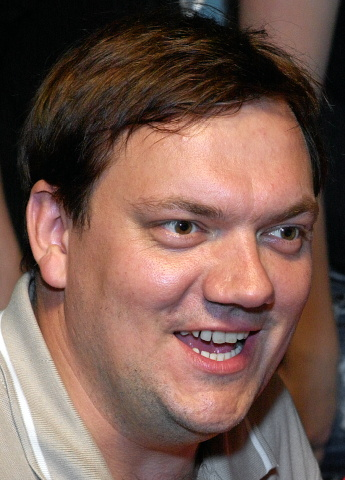
Charly Hübner (Dieter Hausmann)
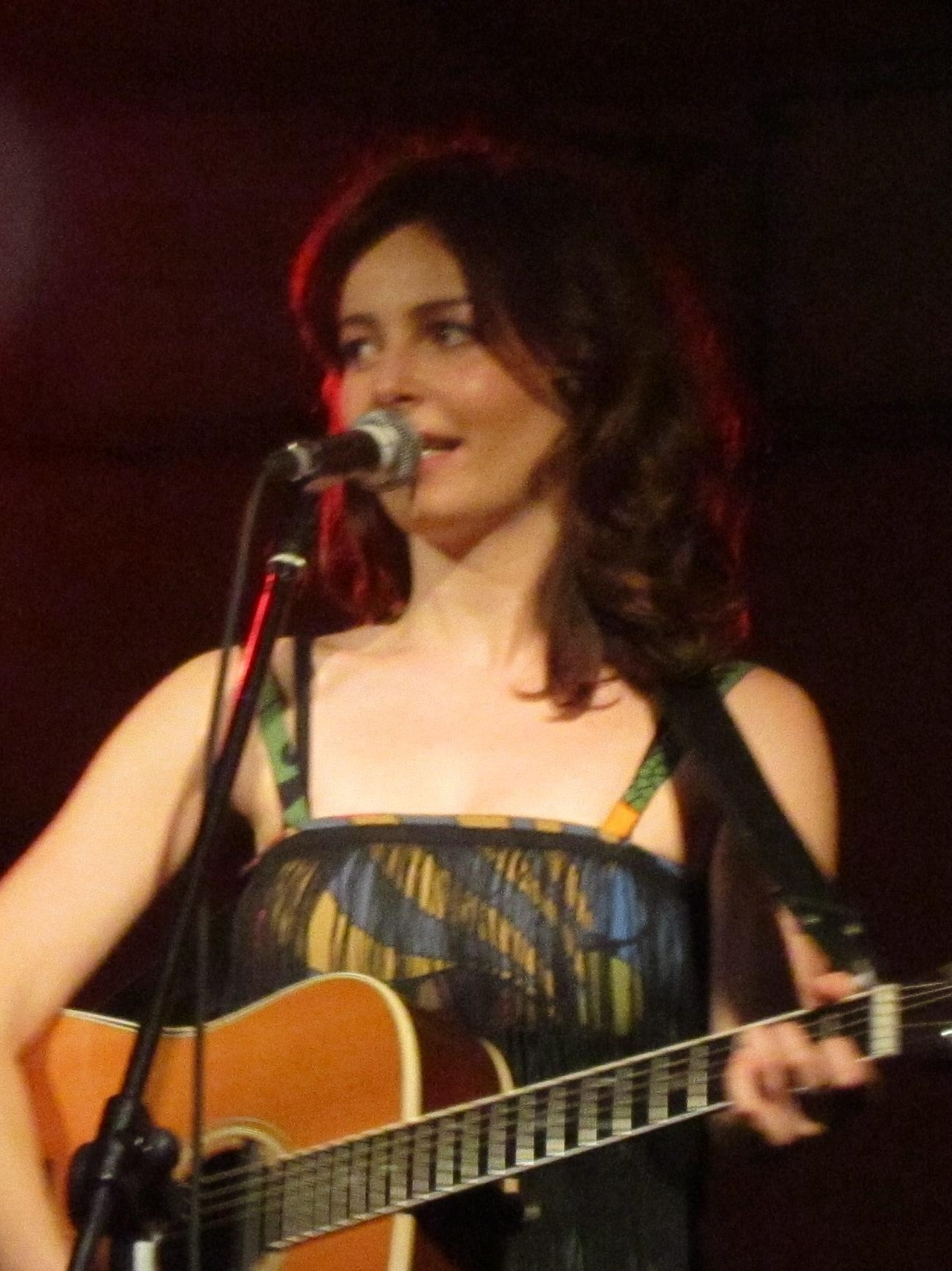
Violante Placido (Caterina Boldieu)

## Production
La série est produite par Atlantique Productions (Klaus Zimmermann), filiale de Lagardère Entertainment (Lagardère Active), en association avec QVF (Susan Murdoch) pour M6, RTL, HBO/Cinemax, Astral et Corus et est distribuée par Lagardère Entertainment Rights.
Les producteurs exécutifs sont Fred Fuchs, Alexander Ruemelin et Robert C. Cooper. La série est écrite par Joseph Mallozzi, Paul Mullie et Carl Binder. Les cascades en voitures sont assurées par Michel Julienne et les chorégraphies de combats sont supervisées par Cyril Raffaelli.

### Développement
La première saison de douze épisodes est dotée d'un budget de 48 millions de dollars.
Plusieurs participants (Joseph Mallozzi, Paul Mullie, Robert C. Cooper, Carl Binder, Andy Mikita, Doug Savant…) intervenants sur cette série ont l'habitude de travailler ensemble (production, réalisation, écriture…). Ainsi, c'est une partie non négligeable de l'équipe de conception de Stargate qui a ici été recrutée.
À la suite de désaccords créatifs, Paul Mullie et Joseph Mallozzi ont quitté l'équipe fin 2011. Brad Turner et Tim Lea deviennent les nouveaux showrunners.
Le 25 juillet 2013, Cinemax aux États-Unis s'est retiré du projet, et n'a pas diffusé la série. Néanmoins, en janvier 2014, la chaîne TNT fait l'acquisition des droits sur la série alors que la production de la deuxième saison débutera à la fin février 2014.
Le 23 janvier 2014, The Movie Network et Movie Central au Canada ont commandé une deuxième saison.
En raison d'un accueil mitigé, la série est annulée au bout de deux saisons.

### Tournage
Le tournage, prévu en France à Nice et au Canada, a débuté en juin 2011 avec l'anglo-australien Chris Vance dans le rôle principal,.
En octobre 2011, le tournage a été interrompu lorsque Chris Vance s'est blessé sur le plateau.
La production de la deuxième saison a débuté à Toronto en juin 2014 après avoir été de passage au Maroc et en République tchèque.

## Épisodes

### Première saison (2012)
Note : RTL en Allemagne, RTL-TVI en Belgique, M6 en France, HBO au Canada et Super Écran au Québec ont chacun choisi de diffuser les épisodes dans un ordre différent. Le deuxième titre francophone représente celui choisi pour le Québec.

#### Épisode 1:Protection rapprochée
- Allemagne : 11 octobre 2012 sur RTL Television
- France : 6 décembre 2012 sur M6
- Canada : 11 janvier 2013 sur HBO Canada
- États-Unis : 15 novembre 2014 sur TNT[24]

- France : 3,8 millions de téléspectateurs[25] (première diffusion)
- États-Unis : 830 000 téléspectateurs[26] (première diffusion)

- Monica Hewes : Sybille
- Lukas Penar : Bernd
- John Maillet : truand
- Eli Martyr : homme de main de l’hôtel 1
- Stéphane Julien : homme de main de l’hôtel 2
- Thomas Luccioni : homme de main de l’hôtel 3
- Terri Catlin : vendeuse de lingerie
- Laura de Carteret : Ali
- Alex Cyra : pilote
- Colette Stevenson : journaliste

#### Épisode 2:Prototype
- Allemagne : 29 novembre 2012 sur RTL Television
- France : 6 décembre 2012 sur M6
- Canada : 4 janvier 2013 sur HBO Canada
- États-Unis : 18 octobre 2014 sur TNT[24]

- France : 3,1 millions de téléspectateurs[25] (première diffusion)
- États-Unis : 1,27 million de téléspectateurs[26]

- Jochen Hägele : Jurgen
- Luc Florian : Gianni
- Lionel Cecilio : Donato
- Tristan Robin : Mike

#### Épisode 3:À cœur ouvert
- Allemagne : 18 octobre 2012 sur RTL Television
- France : 6 décembre 2012 sur M6
- Canada : 18 janvier 2013 sur HBO Canada
- États-Unis : 8 novembre 2014 sur TNT[24]

- France : 2,2 millions de téléspectateurs[25] (première diffusion)
- États-Unis : 890 000 téléspectateurs[26] (première diffusion)

- Olivier L'Ecuyer : Claude Albinez
- Matthew Tissi : Richard Albinez
- Jean Pearson : chirurgien-chef
- Mike Dopud : Drago Sujic
- Braeden Soltys : Filip Suji
- Michael Ayres : homme nerveux
- Marc Devigne : technicien
- Lisa Berry : coordinatrice greffe
- Dylan Ramsey (en) : Keck
- Elena Juatco : masseuse
- Michael Reventar : dealer
- Caleb Cosman : flic
- Jean-Michel Le Gal : urgentiste
- Olivia Gudaniec : infirmière

#### Épisode 4:À l'aveugle
- Allemagne : 1er novembre 2012 sur RTL Television
- France : 13 décembre 2012 sur M6
- Canada : 25 janvier 2013 sur HBO Canada
- États-Unis : 18 octobre 2014 sur TNT[24]

- France : 3,44 millions de téléspectateurs[27] (première diffusion)
- États-Unis : 1,20 million de téléspectateurs[26] (première diffusion)

- Lochlyn Munro : Agent Smith
- Maria del Mar : Blanche Xavier
- Jason Gosbee : Sam Merck
- Joseph Kell : Jack Perkins
- Andrey Ivchenko : Rolf
- Brigitte Kingsley : Brunette
- Tattiawna Jones (en) : Alba
- John MacDonald : Peter

#### Épisode 5:Requins
- Allemagne : 15 novembre 2012 sur RTL Television
- France : 13 décembre 2012 sur M6
- Canada : 15 février 2013 sur HBO Canada
- États-Unis : 25 octobre 2014 sur TNT[24]

- France : 2,83 millions de téléspectateurs[27] (première diffusion)
- États-Unis : 1,11 million de téléspectateurs[26] (première diffusion)

#### Épisode 6:12 heures pour survivre
- France : 13 décembre 2012 sur M6
- Canada : 8 mars 2013 sur HBO Canada
- États-Unis : 1er novembre 2014 sur TNT[24]

- France : 2,06 millions de téléspectateurs[27] (première diffusion)
- États-Unis : 1,08 million de téléspectateurs[26] (première diffusion)

- Steven Pigozzo : Agent de sécurité
- Greg Bryk : Bernhardt
- Marlaina Andre : secrétaire de Bernhardt
- Ennis Esmer : André
- Oscar Hsu : Yih Kung
- Josh Blacker : Giles
- Marc Aubin : Rousseau
- Sonia Laplante : secrétaire de Rousseau
- Noah Cappe (en) : Ogilvey

#### Épisode 7:Une bombe dans Paris
- Allemagne : 13 décembre 2012 sur RTL Television
- France : 27 décembre 2012 sur M6
- Canada : 22 février 2013 sur HBO Canada
- États-Unis : 15 novembre 2014 sur TNT[24]

- France : 3,09 millions de téléspectateurs[28] (première diffusion)
- États-Unis : 810 000 téléspectateurs[26] (première diffusion)

- Athena Karkanis : Mauga
- Ron Mustafa : Yo-Yo (Ron Mustafaa)
- R.J. Parrish : Gassam
- Julian Richings : Edouard Orlande
- Adam MacDonald : Thierry
- Ian Busher : Officier de  police à Paris
- Kelly Fanson : Agent de la DCRI
- Elias Scoufaras : Philippe
- Robert Maillet : Momo

#### Épisode 8:Contrefaçon
- Allemagne : 25 octobre 2012 sur RTL Television
- France : 27 décembre 2012 sur M6
- Canada : 1er mars 2013 sur HBO Canada
- États-Unis : 8 novembre 2014 sur TNT[24]

- France : 3 millions de téléspectateurs[28] (première diffusion)
- États-Unis : 970 000 téléspectateurs[26] (première diffusion)

#### Épisode 9:Diamants de sang
- Allemagne : 6 décembre 2012 sur RTL Television[24]
- France : 3 janvier 2013 sur M6
- Canada : 1er février 2013 sur HBO Canada
- États-Unis : 25 octobre 2014 sur TNT

- France : 3,21 millions de téléspectateurs[29] (première diffusion)
- États-Unis : 1,15 million de téléspectateurs[26] (première diffusion)

#### Épisode 10:La Main invisible
- France : 3 janvier 2013 sur M6
- Canada : 8 février 2013 sur HBO Canada
- États-Unis : 22 novembre 2014 sur TNT[24]

- France : 3,2 millions de téléspectateurs[29] (première diffusion)
- États-Unis : 1,13 million de téléspectateurs[26] (première diffusion)

#### Épisode 11:Double Jeu
- Allemagne : 20 décembre 2012 sur RTL Television
- France : 10 janvier 2013 sur M6
- Canada : 15 mars 2013 sur HBO Canada
- États-Unis : 22 novembre 2014 sur TNT[24]

- France : 2,88 millions de téléspectateurs[30] (première diffusion)
- États-Unis : 1,11 million de téléspectateurs[26] (première diffusion)

#### Épisode 12:Frères d'armes
- Allemagne : 8 novembre 2012 sur RTL Television
- France : 10 janvier 2013 sur M6
- Canada : 4 janvier 2013 sur HBO Canada
- États-Unis : 1er novembre 2014 sur TNT[24]

- France : 2,65 millions de téléspectateurs[30] (première diffusion)
- États-Unis : 980 000 téléspectateurs[26] (première diffusion)

- Wesley Williams : Devon
- Andrew Hinkson : Miles
- J. P. Manoux : Kagan
- Marina Tseva : Adelyne
- Chris Violette : Dave
- Ishan Morris (en) : Anton
- Danijel Mandic : Dimitri
- Darryl Pring  : Sam

### Deuxième saison (2014)

#### Épisode 1:Le Témoin
- Canada : 5 octobre 2014 sur HBO Canada
- États-Unis : 29 novembre 2014 sur TNT
- France : 1er janvier 2015 sur M6

- France : 3,15 millions de téléspectateurs[31] (première diffusion)
- États-Unis : 806 000 téléspectateurs[32] (première diffusion)

- Michael Lindall : Aleksander Magyar
- Richard Brake : Dezdu Magyar
- Joseph Long : Bernard Marrone
- Klára Issová (en) : Laura Marrone
- Greg Canestrari : Martino Marrone
- Jane Garda : Sofia Marrone
- Alexander Morgan Hennessy : Luca

#### Épisode 2:Retour vers l'enfer
- Canada : 5 octobre 2014 sur HBO Canada
- États-Unis : 13 décembre 2014 sur TNT
- France : 1er janvier 2015 sur M6

- France : 2,84 millions de téléspectateurs[31] (première diffusion)
- États-Unis : 686 000 téléspectateurs[32] (première diffusion)

- Farzana Dua Elahe : Daria Tilissi
- Silas Carson Dr Nuri Mangoush
- Robert Cavanah : Rob Tyler
- Lex Shrapnel (en) : Tommy Evercroft

#### Épisode 3:Diva
- Canada : 2 novembre 2014 sur HBO Canada
- États-Unis : 20 décembre 2014 sur TNT
- France : 8 janvier 2015 sur M6

- France : 2,43 millions de téléspectateurs[33] (première diffusion)
- États-Unis : 797 000 téléspectateurs[32] (première diffusion)

- Alex Martin : Jean Marc Vincent
- Antonia Thomas : Ferrara McIntyre
- Karl Collins (en) : Jérôme Knight
- Anita-Joy Uwajeh : Claudine Kisimba
- Christian Serritiello : Miles Marcus

#### Épisode 4:Duel
- Canada : 9 novembre 2014 sur HBO Canada
- États-Unis : 27 décembre 2014 sur TNT
- France : 8 janvier 2015 sur M6

- France : 2,04 millions de téléspectateurs[33] (première diffusion)
- États-Unis : 814 000 téléspectateurs[32] (première diffusion)

- Jan Kuzelka : Trucker
- Dhafer El Abidine : Olivier Dassin
- Elyse Levesque : Zara Knight
- Marek Vašut : Stephan Novik

#### Épisode 5:Chinatown
- Canada : 16 novembre 2014 sur HBO Canada
- États-Unis : 3 janvier 2015 sur TNT
- France : 15 janvier 2015 sur M6

- France : 2,57 millions de téléspectateurs[34] (première diffusion)
- États-Unis : 772 000 téléspectateurs[32] (première diffusion)

- Alisen Down : Pamela Wolfe
- Mark Lutz : Dan Cleef
- Ray Bola Olubowale : Shaun
- David Richmond-Peck (en) : Damian Blake
- Christopher Tai : Traid
- Vincent Tong (en) : Louis Tien

#### Épisode 6:Sexe, Mensonge et Vidéo
- Canada : 12 octobre 2014 sur HBO Canada
- États-Unis : 6 décembre 2014 sur TNT
- France : 15 janvier 2015 sur M6

- France : 2,30 millions de téléspectateurs[34] (première diffusion)
- États-Unis : 1,19 million de téléspectateurs[32] (première diffusion)

- Karel Dobrý (en) : Jetmir
- Aden Gillett : Gary Landsman
- Eva Josefíková : Klara
- Tom McKay : Jeremy Donne
- Maria Sadoyan : Zeta
- Kristína Svarinská : Mariana

#### Épisode 7:Euphro
- Canada : 23 novembre 2014 sur HBO Canada
- États-Unis : 10 janvier 2015 sur TNT
- France : 22 janvier 2015 sur M6

- France : 2,65 millions de téléspectateurs[35] (première diffusion)
- États-Unis : 788 000 téléspectateurs[32] (première diffusion)

- Pavel Bezdek (en) : Maes
- Lily Gao : Nicole
- Vlad Ivanov : Anatole Reichenberg
- Irena Tyshyna : Elena Romanchuk

#### Épisode 8:La Mine
- Canada : 19 octobre 2014 sur HBO Canada
- États-Unis : 17 janvier 2015 sur TNT
- France : 22 janvier 2015 sur M6

- France : 2,25 millions de téléspectateurs[35] (première diffusion)
- États-Unis : 774 000 téléspectateurs[32] (première diffusion)

- Amrou Alkadhi : Youssef
- Chérine Amar : Nassima
- Sherif Eltayeb : Kedar
- Charles Fathy : Haroun Talif
- Farid Fatmi : Mohammed
- Alaa Safi : Anwar
- Mohammed Sakhi : Sulaiman
- Victor Solé : Diaz-Sanz
- Elyse Levesque : Zara Knight (non créditée)

#### Épisode 9:Le Piège
- Canada : 30 novembre 2014 sur HBO Canada
- États-Unis : 24 janvier 2015 sur TNT
- France : 29 janvier 2015 sur M6

- France : 2,37 millions de téléspectateurs[36] (première diffusion)
- États-Unis : 1,03 million de téléspectateurs[32] (première diffusion)

- Ryan Blakely : Charles Gagnon
- Lauren Bullivant : Rose
- Jim Codrington : Zollo
- Matthew Deslippe : nspecteur Farelly
- Dhafer El Abidine : Olivier Dassin
- Callum Keith Rennie : Schramm

#### Épisode 10:Triple Galop
- Canada : 7 décembre 2014 sur HBO Canada
- États-Unis : 31 janvier 2015 sur TNT
- France : 29 janvier 2015 sur M6

- France : 2,05 millions de téléspectateurs[36] (première diffusion)
- États-Unis : 1,28 million de téléspectateurs[32] (première diffusion)

- Linda Thorson : Rae Henson
- Tamara Hope : Alice
- Richard Clarkin : Tommy Sands
- Lawrence Bayne (en) : Howard Woyczyk

#### Épisode 11:L'Ange de Zouerat
- Canada : 26 octobre 2014 sur HBO Canada
- États-Unis : 7 février 2015 sur TNT
- France : 5 février 2015 sur M6

- France : 2,09 millions de téléspectateurs[37] (première diffusion)
- États-Unis : 1,19 million de téléspectateurs[32]

- Affif Ben Badra : Basem Al-Harazi
- Andrew Bicknell (af) : Howard Preston
- Jade Chkif (Sayed
- Amine El Iman El Alaoui : Ali Al-Sarary
- Amir El-Masry : Ayoob Al-Jifri
- Tyler Hynes (en) : Zac Preston

#### Épisode 12:Fin de partie
- Canada : 14 décembre 2014 sur HBO Canada
- États-Unis : 7 février 2015 sur TNT
- France : 5 février 2015 sur M6

- France : 1,74 million de téléspectateurs[37] (première diffusion)
- États-Unis : 793 000 téléspectateurs[32] (première diffusion)

- Dhafer El Abidine : Olivier Dassin
- Elyse Levesque : Zara Knight

## Accueil

### Critiques
Sur le site Web d'agrégation de critiques Rotten Tomatoes, la première saison a reçu un accueil mitigé des critiques, avec une note de 47 % basée sur 49 avis. La deuxième saison a reçu un accueil plus favorable de la part des critiques, avec un score de 71 % basé sur 63 avis.
En France, l'accueil est aussi mitigé, le site Allociné lui donne une note 2,7⁄5 basé sur 113 avis.

### Audiences

#### En France
| Saison | Nombre d’épisodes | Diffusion originale | Diffusion originale | Diffusion originale | Diffusion originale            |
| Saison | Nombre d’épisodes | Années              | Début de saison     | Fin de saison       | Audience moyenne (en millions) |
| ------ | ----------------- | ------------------- | ------------------- | ------------------- | ------------------------------ |
| 1      | 12                | 2012-2013           | 6 décembre 2012     | 10 janvier 2013     | 3,28                           |
| 2      | 12                | 2015                | 1er janvier 2015    | 5 février 2015      | 2,50                           |

#### Aux États-Unis
| Saison | Nombre d’épisodes | Diffusion aux États-Unis | Diffusion aux États-Unis | Diffusion aux États-Unis | Diffusion aux États-Unis       |
| Saison | Nombre d’épisodes | Années                   | Début de saison          | Fin de saison            | Audience moyenne (en millions) |
| ------ | ----------------- | ------------------------ | ------------------------ | ------------------------ | ------------------------------ |
| 1      | 12                | 2014                     | 18 octobre 2014          | 22 novembre 2014         | 1,04                           |
| 2      | 12                | 2014-2015                | 29 novembre 2014         | 5 février 2015           | 0,91                           |

## DVD et Blu-ray
En France, la première saison sort en coffret DVD et Blu-ray édité par M6 Vidéo le 30 janvier 2013. Chaque coffret contient en bonus des interviews des acteurs, un making-of et des commentaires audio. Aux États-Unis, la première saison est sortie le 3 mars 2015 et la seconde le 9 juin 2015, uniquement en DVD.